# Lüssumer TV
Der Lüssumer TV war ein Sportverein aus Bremen-Lüssum. Die erste Fußballmannschaft spielte 20 Jahre in der höchsten Amateurliga Bremens und nahm einmal am DFB-Pokal teil.

## Geschichte
Der Verein wurde 1898 gegründet. Erst nach dem Zweiten Weltkrieg wurde eine Fußballabteilung gegründet. 1951 gelang erstmals der Aufstieg in die Landesliga Bremen, die damals die höchste Bremer Amateurliga war. Beim zweiten Landesligaaufstieg 1966 konnte sich der LTV nur für eine Saison im Bremer Oberhaus halten. Erst beim dritten Anlauf 1971 klappte es besser. 1977 qualifizierte sich die Mannschaft für den DFB-Pokal und musste in der ersten Runde zum Zweitligisten SV Chio Waldhof reisen. Die Mannheim gewannen das Spiel klar mit 12:0.
In der Saison 1979/80 erreichte der LTV den dritten Rang der Verbandsliga hinter SFL Bremerhaven und FT Geestemünde. Vier Jahre später stiegen die Lüssumer aus der Verbandsliga ab und rutschten 1987 in die Bezirksliga ab. Zwischen den Jahren 2000 und 2003 erreichte die Mannschaft noch einmal die Verbandsliga. Im Jahre 2006 musste der Lüssumer TV, der damals in der Landesliga Bremen spielte, Insolvenz anmelden. Vier Jahre später traten die Fußballer des LTV zum im Jahre 2006 gegründeten Lüssumer SV über, der in der 1. Kreisklasse starten musste.